# レビ記
『レビ記』（）とは旧約聖書中の一書で、伝統的に三番目に置かれてきた。モーセ五書のうちの一書。ヘブライ語では冒頭の言葉から「ワイクラー」（vayikra）と呼ばれるが、これは「神は呼ばれた」という意味である。内容は律法の種々の細則が大部分を占めている。

## 内容
内容は大きく二つに分けられる。
1. 1章から16章および27章 - 儀式の方法、形式、清浄と不浄の規定など祭司のための規定集。
2. 17章から26章 - 神聖法集と呼ばれるすべての民に向けた規定集。

レビ記の規定はユダヤ教における律法の核となった。
- 祭司の規定
  - 献げ物に関する規定（1章～7章）
  - アロンの故事とそれにちなむ祭司の聖別などの規定（8章～10章）
  - 清浄と不浄に関する規定（11章～16章）

- 神聖法集
  - 献げ物と動物の扱いに関する規定（17章）
  - 厭うべき性関係に関する規定（18章）
  - 神と人との関係におけるタブーに関する規定（19章）
  - 死刑に関する規定（20章）
  - 祭司の汚れに関する規定（21章）
  - 献げ物に関する規定（22章）
  - 祝い日に関する規定（23章）
  - 幕屋に関する規定（24章1-9節）
  - 神への冒涜などに関する規定（24章10-23節）
  - 安息年とヨベルの年に関する規定（25章）
  - 偶像崇拝の禁止と祝福と呪いに関する規定（26章）
  - 誓いと関係する献げ物の規定（27章）

古代、ユダヤ教では『レビ記』の内容を神がシナイ山でモーセに語ったことであるとみなし、律法の源泉として尊重してきた。キリスト教にモーセ五書が受け継がれたとき、ユダヤ教の儀式から離れたキリスト教徒たちは、『レビ記』を「イエス・キリストの祭司職の予型」として新たに解釈しなおした上で受け入れた。このような『レビ記』解釈は『ヘブライ人への手紙』などに見ることができる。

## 新資料仮説
近代に入って批判的な学術的研究が進められた結果、モーセ五書がいくつかの資料が組み合わされて成立したという新資料仮説がリベラル派で広く認められるようになった。『レビ記』に関しては祭司資料（P資料）に由来するもので、古代からの規定をまとめていった過程で成立したものであるとされている。また、かつては祭司の規定と神聖法集は別個の書物であったが、いずれかの時点でまとめられたのであろうと主張されている。